# جام جهانی کشتی ۲۰۱۴ - آزاد مردان

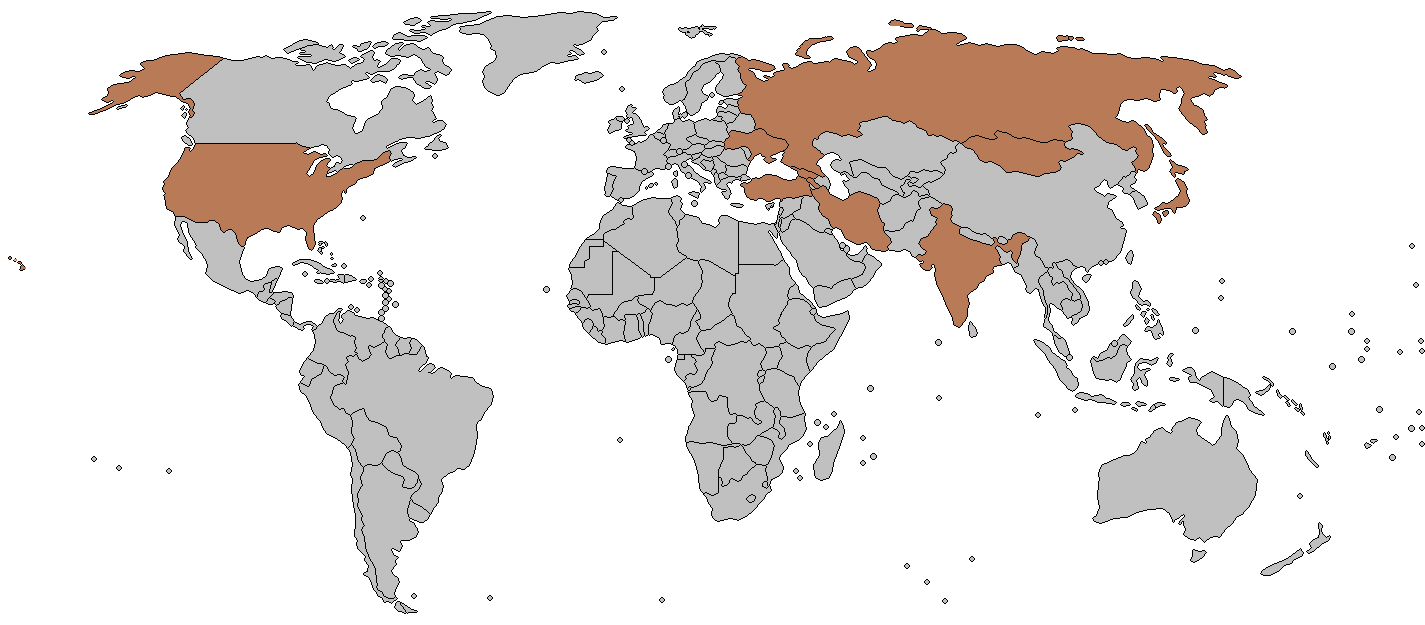
کشورهای حاضر در جام جهانی کشتی ۲۰۱۴ - آزاد مردان

مسابقه جام جهانی کشتی آزاد مردان در سال ۲۰۱۴ برای اولین بار در شهر لس آنجلس و بیست و هفتمین بار در آمریکا به تاریخ ۱۵ الی ۱۶ مارس برگزار گردید.

## مرحله گروهی
|  | تیم منتخب برای مقام اول  |
|  | تیم منتخب برای مقام سوم  |
|  | تیم منتخب برای مقام پنجم |
|  | تیم منتخب برای مقام هفتم |
|  | تیم منتخب برای مقام نهم  |

### گروه الف
| تیم                 | بازی | برد | باخت | ضربه فنی | PF  | PA  |
| ------------------- | ---- | --- | ---- | -------- | --- | --- |
| ایران               | ۴    | ۴   | ۰    | ۱۹       | ۱۳۰ | ۱۱۱ |
| ایالات متحده آمریکا | ۴    | ۳   | ۱    | ۱۵       | ۱۱۱ | ۷۹  |
| هند                 | ۴    | ۲   | ۲    | ۳        | ۵۵  | ۵۶  |
| ترکیه               | ۴    | ۱   | ۳    | ۲        | ۴۶  | ۵۸  |
| ارمنستان            | ۴    | ۰   | ۴    | ۶        | ۴۱  | ۷۳  |

| ایالات متحده آمریکا ۷ - ارمنستان ۱ | ایالات متحده آمریکا ۷ - ارمنستان ۱ | ایالات متحده آمریکا ۷ - ارمنستان ۱ | ایالات متحده آمریکا ۷ - ارمنستان ۱ |
| وزن                                | ایالات متحده آمریکا                | نتیجه                              | ارمنستان                           |
| ---------------------------------- | ---------------------------------- | ---------------------------------- | ---------------------------------- |
| ۵۷ ک‌گ                              | آنگل اسکوبدو                       | ۱۱ – ۴                             | آرتاک هوهانیسیان                   |
| ۶۱ ک‌گ                              | ریس هامفری                         | ۵ – ۴                              | وولودیا فرانگولیان                 |
| ۶۵ ک‌گ                              | برنت متکالف                        | ۱۱ – ۱                             | آرتور آراکلیان                     |
| ۷۰ ک‌گ                              | نیک مارابل                         | ۷ – ۱۰                             | دیوید آپویان                       |
| ۷۴ ک‌گ                              | جردن باروز                         | ۱۶ف – ۶                            | واروژان کاجویان                    |
| ۸۶ ک‌گ                              | کیت گاوین                          | ۶ – ۱                              | واهه تامرازیان                     |
| ۹۷ ک‌گ                              | داستین کیلگور                      | ۱۰ – ۰                             | ویکتور کازیشویلی                   |
| ۱۲۵ ک‌گ                             | ترول دلاگنف                        | ۱۱ – ۰                             | آندرانیک گالستیان                  |

| هند ۵ - ترکیه ۳ | هند ۵ - ترکیه ۳    | هند ۵ - ترکیه ۳ | هند ۵ - ترکیه ۳       |
| وزن             | هند                | نتیجه           | ترکیه                 |
| --------------- | ------------------ | --------------- | --------------------- |
| ۵۷ ک‌گ           | آمیت کومار         | ۷ – ۰           | نبی اوزون             |
| ۶۱ ک‌گ           | بجرانگ کومار       | ۴ – ۲           | رجب توپال             |
| ۶۵ ک‌گ           | راجنش راجنش        | ۷ – ۱۵          | صلاح‌الدین کیلیسالایان |
| ۷۰ ک‌گ           | آمیت کومار دهانکار | ۸ – ۴           | مصطفی کایا            |
| ۷۴ ک‌گ           | پاروین رانا        | ۸ – ۶           | مراد ارتورک           |
| ۸۶ ک‌گ           | پاوان کومار        | ۱ – ۶           | فاتح اردین            |
| ۹۷ ک‌گ           | ساتیوارت کادیان    | ۶ – ۲           | علی بون‌کئوغلو         |
| ۱۲۵ ک‌گ          | بدون حریف          | –               | حمزه اوزکاردنیز       |

| ایالات متحده آمریکا ۶ - هند ۲ | ایالات متحده آمریکا ۶ - هند ۲ | ایالات متحده آمریکا ۶ - هند ۲ | ایالات متحده آمریکا ۶ - هند ۲ |
| وزن                           | ایالات متحده آمریکا           | نتیجه                         | هند                           |
| ----------------------------- | ----------------------------- | ----------------------------- | ----------------------------- |
| ۵۷ ک‌گ                         | آندری هاچستراسر               | ۳ – ۴                         | آمیت کومار                    |
| ۶۱ ک‌گ                         | جیمی کندی                     | ۶ – ۱۰                        | بجرانگ کومار                  |
| ۶۵ ک‌گ                         | برنت متکالف                   | ۷ – ۶                         | راجنش راجنش                   |
| ۷۰ ک‌گ                         | موزا فی                       | ۱۱ف – ۰                       | آمیت کومار دهانکار            |
| ۷۴ ک‌گ                         | جردن باروز                    | ۶ف – ۰                        | پاروین رانا                   |
| ۸۶ ک‌گ                         | کلایتون فوستر                 | ۱۰ – ۰                        | پاوان کومار                   |
| ۹۷ ک‌گ                         | جیمز برگمن                    | ۱۱ – ۰                        | ساتیوارت کادیان               |
| ۱۲۵ ک‌گ                        | ترول دلاگنف                   | –                             | بدون حریف                     |

| ایران ۸ - ارمنستان ۰ | ایران ۸ - ارمنستان ۰ | ایران ۸ - ارمنستان ۰ | ایران ۸ - ارمنستان ۰ |
| وزن                  | ایران                | نتیجه                | ارمنستان             |
| -------------------- | -------------------- | -------------------- | -------------------- |
| ۵۷ ک‌گ                | حسن رحیمی            | ۱۰ – ۰               | آرتاک هوهانیسیان     |
| ۶۱ ک‌گ                | مسعود اسماعیل‌پور     | ۱۱ – ۱               | وولودیا فرانگولیان   |
| ۶۵ ک‌گ                | میثم نصیری           | ۱۴ – ۴               | آرتور آراکلیان       |
| ۷۰ ک‌گ                | مصطفی حسین‌خانی       | ۱۱ – ۰               | دیوید آپویان         |
| ۷۴ ک‌گ                | عزت‌الله اکبری        | ۱۱ – ۱               | واروژان کاجویان      |
| ۸۶ ک‌گ                | احسان لشگری          | ۱۰ – ۰               | واهه تامرازیان       |
| ۹۷ ک‌گ                | رضا یزدانی (کشتی‌گیر) | ۱۴ف – ۲              | ویکتور کازیشویلی     |
| ۱۲۵ ک‌گ               | کمیل قاسمی           | ۱۵ – ۴               | آندرانیک گالستیان    |

| ایران ۷ - ترکیه ۱ | ایران ۷ - ترکیه ۱  | ایران ۷ - ترکیه ۱ | ایران ۷ - ترکیه ۱     |
| وزن               | ایران              | نتیجه             | ترکیه                 |
| ----------------- | ------------------ | ----------------- | --------------------- |
| ۵۷ ک‌گ             | مهران رضازاده      | ۲۰ – ۸            | نبی اوزون             |
| ۶۱ ک‌گ             | مسعود اسماعیل‌پور   | ۱۳ف – ۴           | رجب توپال             |
| ۶۵ ک‌گ             | احمد محمدی         | ۱۱ – ۰            | صلاح‌الدین کیلیسالایان |
| ۷۰ ک‌گ             | پیمان یاراحمدی     | ۹ – ۱۱            | مصطفی کایا            |
| ۷۴ ک‌گ             | رضا افضلی          | ۱۱ – ۰            | مراد ارتورک           |
| ۸۶ ک‌گ             | علیرضا کریمی       | ۱۱ – ۱            | فاتح اردین            |
| ۹۷ ک‌گ             | حامد طالبی زرین‌کمر | ۱۰ – ۰            | علی بون‌کئوغلو         |
| ۱۲۵ ک‌گ            | پرویز هادی         | ۱۱ – ۰            | حمزه اوزکاردنیز       |

| هند ۴.برنده - ارمنستان ۴ | هند ۴.برنده - ارمنستان ۴ | هند ۴.برنده - ارمنستان ۴ | هند ۴.برنده - ارمنستان ۴ |
| وزن                      | هند                      | نتیجه                    | ارمنستان                 |
| ------------------------ | ------------------------ | ------------------------ | ------------------------ |
| ۵۷ ک‌گ                    | آمیت کومار               | ۱۱ – ۶                   | آرتاک هوهانیسیان         |
| ۶۱ ک‌گ                    | بجرانگ کومار             | ۸ – ۱۰                   | وولودیا فرانگولیان       |
| ۶۵ ک‌گ                    | راجنش راجنش              | ۹ف – ۲                   | آرتور آراکلیان           |
| ۷۰ ک‌گ                    | آمیت کومار دهانکار       | ۶ – ۱۳                   | دیوید آپویان             |
| ۷۴ ک‌گ                    | پاروین رانا              | ۶ – ۴                    | واروژان کاجویان          |
| ۸۶ ک‌گ                    | پاوان کومار              | ۳ – ۸                    | واهه تامرازیان           |
| ۹۷ ک‌گ                    | ساتیوارت کادیان          | ۶ – ۰                    | ویکتور کازیشویلی         |
| ۱۲۵ ک‌گ                   | بدون حریف                | –                        | آندرانیک گالستیان        |

| ایران ۵ - ایالات متحده آمریکا ۳ | ایران ۵ - ایالات متحده آمریکا ۳ | ایران ۵ - ایالات متحده آمریکا ۳ | ایران ۵ - ایالات متحده آمریکا ۳ |
| وزن                             | ایران                           | نتیجه                           | ایالات متحده آمریکا             |
| ------------------------------- | ------------------------------- | ------------------------------- | ------------------------------- |
| ۵۷ ک‌گ                           | حسن رحیمی                       | ۸ – ۰                           | آنگل اسکوبدو                    |
| ۶۱ ک‌گ                           | مسعود اسماعیل‌پور                | ۱۰ – ۸                          | ریس هامفری                      |
| ۶۵ ک‌گ                           | میثم نصیری                      | ۸ – ۱۱                          | برنت متکالف                     |
| ۷۰ ک‌گ                           | مصطفی حسین‌خانی                  | ۱ – ۰                           | نیک مارابل                      |
| ۷۴ ک‌گ                           | عزت‌الله اکبری                   | ۱ – ۷                           | جردن باروز                      |
| ۸۶ ک‌گ                           | احسان لشگری                     | ۵ – ۷                           | کلایتون فوستر                   |
| ۹۷ ک‌گ                           | رضا یزدانی (کشتی‌گیر)            | ۸ – ۰                           | جیمز برگمن                      |
| ۱۲۵ ک‌گ                          | کمیل قاسمی                      | ۱ – ۰                           | ترول دلاگنف                     |

| ترکیه ۵ - ارمنستان ۳ | ترکیه ۵ - ارمنستان ۳  | ترکیه ۵ - ارمنستان ۳ | ترکیه ۵ - ارمنستان ۳ |
| وزن                  | ترکیه                 | نتیجه                | ارمنستان             |
| -------------------- | --------------------- | -------------------- | -------------------- |
| ۵۷ ک‌گ                | نبی اوزون             | ۴ – ۱۵               | آرتاک هوهانیسیان     |
| ۶۱ ک‌گ                | رجب توپال             | ۷ – ۱                | وولودیا فرانگولیان   |
| ۶۵ ک‌گ                | صلاح‌الدین کیلیسالایان | ۱۲ – ۴               | آرتور آراکلیان       |
| ۷۰ ک‌گ                | مصطفی کایا            | ۱۶ – ۱۲              | دیوید آپویان         |
| ۷۴ ک‌گ                | مراد ارتورک           | ۱۶ – ۵               | واروژان کاجویان      |
| ۸۶ ک‌گ                | فاتح اردین            | ۷ – ۰                | واهه تامرازیان       |
| ۹۷ ک‌گ                | علی بون‌کئوغلو         | ۴ – ۶ف               | ویکتور کازیشویلی     |
| ۱۲۵ ک‌گ               | حمزه اوزکاردنیز       | ۱۴ – ۲۲ف             | آندرانیک گالستیان    |

| ایالات متحده آمریکا ۸ - ترکیه ۰ | ایالات متحده آمریکا ۸ - ترکیه ۰ | ایالات متحده آمریکا ۸ - ترکیه ۰ | ایالات متحده آمریکا ۸ - ترکیه ۰ |
| وزن                             | ایالات متحده آمریکا             | نتیجه                           | ترکیه                           |
| ------------------------------- | ------------------------------- | ------------------------------- | ------------------------------- |
| ۵۷ ک‌گ                           | آنگل اسکوبدو                    | ۹ف – ۰                          | مینیگیان سمنوف                  |
| ۶۱ ک‌گ                           | جیمی کندی                       | ۱۰ – ۰                          | نبی اوزون                       |
| ۶۵ ک‌گ                           | برنت متکالف                     | ۱۰ – ۰                          | صلاح‌الدین کیلیسالایان           |
| ۷۰ ک‌گ                           | نیک مارابل                      | ۱۳ – ۰                          | مصطفی کایا                      |
| ۷۴ ک‌گ                           | جردن باروز                      | ۱۰ف – ۲                         | مراد ارتورک                     |
| ۸۶ ک‌گ                           | کلایتون فوستر                   | ۱۶ – ۹                          | فاتح اردین                      |
| ۹۷ ک‌گ                           | جیمز برگمن                      | ۶ – ۴                           | بدون حریف                       |
| ۱۲۵ ک‌گ                          | ترول دلاگنف                     | –                               | بدون حریف                       |

| ایران ۸ - هند ۰ | ایران ۸ - هند ۰    | ایران ۸ - هند ۰ | ایران ۸ - هند ۰    |
| وزن             | ایران              | نتیجه           | هند                |
| --------------- | ------------------ | --------------- | ------------------ |
| ۵۷ ک‌گ           | حسن رحیمی          | –               | بدون حریف          |
| ۶۱ ک‌گ           | مسعود اسماعیل‌پور   | ۵ – ۰           | بجرانگ کومار       |
| ۶۵ ک‌گ           | میثم نصیری         | ۵ – ۰           | راجنش راجنش        |
| ۷۰ ک‌گ           | مصطفی حسین‌خانی     | ۵ – ۰           | آمیت کومار دهانکار |
| ۷۴ ک‌گ           | رضا افضلی          | ۶ – ۰           | پاروین رانا        |
| ۸۶ ک‌گ           | احسان لشگری        | ۱۰ – ۰          | پاوان کومار        |
| ۹۷ ک‌گ           | حامد طالبی زرین‌کمر | ۱۱ – ۰          | ساتیوارت کادیان    |
| ۱۲۵ ک‌گ          | پرویز هادی         | –               | بدون حریف          |

### گروه ب
| تیم      | بازی | برد | باخت | ضربه فنی | PF | PA |
| -------- | ---- | --- | ---- | -------- | -- | -- |
| روسیه    | ۴    | ۴   | ۰    |          | ۴۲ | ۲۲ |
| اوکراین  | ۴    | ۳   | ۱    |          | ۵۷ | ۴۸ |
| مغولستان | ۴    | ۲   | ۲    |          | ۳۸ | ۳۱ |
| ژاپن     | ۴    | ۱   | ۳    |          | ۴۴ | ۶۸ |
| گرجستان  | ۴    | ۰   | ۴    |          | ۲۹ | ۴۱ |

| ژاپن ۵ - گرجستان ۳ | ژاپن ۵ - گرجستان ۳ | ژاپن ۵ - گرجستان ۳ | ژاپن ۵ - گرجستان ۳  |
| وزن                | ژاپن               | نتیجه              | گرجستان             |
| ------------------ | ------------------ | ------------------ | ------------------- |
| ۵۷ ک‌گ              | فومیتاکا موریشیتا  | ۲ف – ۰             | بکا بوجیاشویلی      |
| ۶۱ ک‌گ              | کاتسویوشی کاواسه   | ۰ – ۱۰             | بکا لومیتادزه       |
| ۶۵ ک‌گ              | دایچی تاکاتانی     | ۹ – ۳              | زورابی ایاکوبیشویلی |
| ۷۰ ک‌گ              | کن هوساکا          | ۷ – ۶              | لوان کلخساشویلی     |
| ۷۴ ک‌گ              | سوساکه تاکاتانی    | ۹ – ۴              | جئورجی مارساگیشویلی |
| ۸۶ ک‌گ              | آتسوشی ماتسوموتو   | ۳ – ۲              | لوان گوگریچیانی     |
| ۹۷ ک‌گ              | مهدی علیاری        | ۴ – ۲              | کوکی یاماموتو       |
| ۱۲۵ ک‌گ             | نوبویوشی آراکیدا   | ۰ – ۱۰             | جئورجی ساکاندلیدزه  |

| روسیه ۴.برنده - مغولستان ۴ | روسیه ۴.برنده - مغولستان ۴ | روسیه ۴.برنده - مغولستان ۴ | روسیه ۴.برنده - مغولستان ۴ |
| وزن                        | روسیه                      | نتیجه                      | مغولستان                   |
| -------------------------- | -------------------------- | -------------------------- | -------------------------- |
| ۵۷ ک‌گ                      | ویکتور لبدف                | ۱۰ – ۴                     | نومین باتبولدین            |
| ۶۱ ک‌گ                      | مراد ناخادیف               | ۴ – ۱۲                     | انخسایخانی نیام-اوچیر      |
| ۶۵ ک‌گ                      | آلیبکادژی امیف             | ۲ – ۴                      | مانداخناران گانزوریگ       |
| ۷۰ ک‌گ                      | رمضان شمس‌الدین             | ۱ – ۶                      | باچولون انخبایار           |
| ۷۴ ک‌گ                      | احمد گادژی‌ماگمدوف          | ۱۱ – ۵                     | اونوربات پروجاو            |
| ۸۶ ک‌گ                      | شامیل کودیاماگمدوف         | ۱۱ – ۰                     | یوتیومن اورگودول           |
| ۹۷ ک‌گ                      | ولادیسلاو بایتسایف         | ۱۱ – ۰                     | خودربولگا دورجخاندین       |
| ۱۲۵ ک‌گ                     | ارسلانبک علیف              | ۶ – ۶                      | جارگالسایخانی چولونبات     |

| مغولستان ۴ - ژاپن ۴ | مغولستان ۴ - ژاپن ۴    | مغولستان ۴ - ژاپن ۴ | مغولستان ۴ - ژاپن ۴ |
| وزن                 | مغولستان               | نتیجه               | ژاپن                |
| ------------------- | ---------------------- | ------------------- | ------------------- |
| ۵۷ ک‌گ               | حمید سوریان            | ۶ – ۷               | نومین باتبولدین     |
| ۶۱ ک‌گ               | انخسایخانی نیام-اوچیر  | ۴ف – ۲              | کاتسویوشی کاواسه    |
| ۶۵ ک‌گ               | مانداخناران گانزوریگ   | ۱۲ – ۲              | دایچی تاکاتانی      |
| ۷۰ ک‌گ               | باچولون انخبایار       | ۱۱ – ۱              | کن هوساکا           |
| ۷۴ ک‌گ               | اونوربات پروجاو        | ۳ – ۲               | سوساکه تاکاتانی     |
| ۸۶ ک‌گ               | یوتیومن اورگودول       | ۸ – ۴               | آتسوشی ماتسوموتو    |
| ۹۷ ک‌گ               | خودربولگا دورجخاندین   | ۱۰ – ۰              | کوکی یاماموتو       |
| ۱۲۵ ک‌گ              | جارگالسایخانی چولونبات | ۴ – ۰               | نوبویوشی آراکیدا    |

| روسیه ۷ - اوکراین ۱ | روسیه ۷ - اوکراین ۱ | روسیه ۷ - اوکراین ۱ | روسیه ۷ - اوکراین ۱ |
| وزن                 | روسیه               | نتیجه               | اوکراین             |
| ------------------- | ------------------- | ------------------- | ------------------- |
| ۵۷ ک‌گ               | ویکتور لبدف         | ۱۰ – ۴              | سرگی راتوشنی        |
| ۶۱ ک‌گ               | الکساندر بوگوموئف   | ۶ – ۱               | واسیل فدوریشین      |
| ۶۵ ک‌گ               | سوسلان رامونوف      | ۱۳ – ۳              | ایوان پرتیف         |
| ۷۰ ک‌گ               | رمضان شمس‌الدین      | ۳ – ۰               | اندری کویاتکوفسکی   |
| ۷۴ ک‌گ               | آتساماز ساناکویف    | ۶ – ۵               | گیا چیخادزه         |
| ۸۶ ک‌گ               | آنزور اوریشف        | ۷ – ۰               | ابراگیم آلداتوف     |
| ۹۷ ک‌گ               | یوری بلونوفسکی      | ۲ – ۲               | پاولو اولینیک       |
| ۱۲۵ ک‌گ              | ارسلانبک علیف       | ۰ – ۷               | آلن زاسایف          |

| مغولستان ۵ - گرجستان ۳ | مغولستان ۵ - گرجستان ۳ | مغولستان ۵ - گرجستان ۳ | مغولستان ۵ - گرجستان ۳ |
| وزن                    | مغولستان               | نتیجه                  | گرجستان                |
| ---------------------- | ---------------------- | ---------------------- | ---------------------- |
| ۵۷ ک‌گ                  | نومین باتبولدین        | ۱۱ – ۷                 | اوتاری گوگاوا          |
| ۶۱ ک‌گ                  | انخسایخانی نیام-اوچیر  | ۷ – ۱۱                 | بکا لومیتادزه          |
| ۶۵ ک‌گ                  | مانداخناران گانزوریگ   | ۸ – ۱                  | زورابی ایاکوبیشویلی    |
| ۷۰ ک‌گ                  | باچولون انخبایار       | ۱۰ – ۰                 | لوان کلخساشویلی        |
| ۷۴ ک‌گ                  | اونوربات پروجاو        | ۶ – ۴                  | جئورجی مارساگیشویلی    |
| ۸۶ ک‌گ                  | یوتیومن اورگودول       | ۱۱ – ۰                 | لوان گوگریچیانی        |
| ۹۷ ک‌گ                  | خودربولگا دورجخاندین   | ۲ – ۵                  | نودر اگادزه            |
| ۱۲۵ ک‌گ                 | جارگالسایخانی چولونبات | ۱ – ۴                  | گنو پتریاشویلی         |

| اوکراین ۷ - ژاپن ۱ | اوکراین ۷ - ژاپن ۱ | اوکراین ۷ - ژاپن ۱ | اوکراین ۷ - ژاپن ۱ |
| وزن                | اوکراین            | نتیجه              | ژاپن               |
| ------------------ | ------------------ | ------------------ | ------------------ |
| ۵۷ ک‌گ              | سرگی راتوشنی       | –                  | بدون‌ حریف          |
| ۶۱ ک‌گ              | واسیل فدوریشین     | ۱۱ – ۰             | کاتسویوشی کاواسه   |
| ۶۵ ک‌گ              | ایوان پرتیف        | ۰ – ۱۰             | دایچی تاکاتانی     |
| ۷۰ ک‌گ              | اندری کویاتکوفسکی  | ۵ – ۰              | کن هوساکا          |
| ۷۴ ک‌گ              | گیا چیخادزه        | ۶ – ۱              | سوساکه تاکاتانی    |
| ۸۶ ک‌گ              | ابراگیم آلداتوف    | ۱۲ – ۰             | آتسوشی ماتسوموتو   |
| ۹۷ ک‌گ              | پاولو اولینیک      | ۱۲ – ۱             | کوکی یاماموتو      |
| ۱۲۵ ک‌گ             | آلن زاسایف         | ۸ – ۴              | نوبویوشی آراکیدا   |

| روسیه ۷ - ژاپن ۱ | روسیه ۷ - ژاپن ۱   | روسیه ۷ - ژاپن ۱ | روسیه ۷ - ژاپن ۱ |
| وزن              | روسیه              | نتیجه            | ژاپن             |
| ---------------- | ------------------ | ---------------- | ---------------- |
| ۵۷ ک‌گ            | فلگونتوف ولادیمیر  | –                | بدون حریف        |
| ۶۱ ک‌گ            | الکساندر بوگوموئف  | –                | بدون حریف        |
| ۶۵ ک‌گ            | آلیبکادژی امیف     | ۴ – ۶            | دایچی تاکاتانی   |
| ۷۰ ک‌گ            | ختاگ تسابولوف      | ۴ف – ۰           | کن هوساکا        |
| ۷۴ ک‌گ            | احمد گادژی‌ماگمدوف  | ۶ – ۵            | سوساکه تاکاتانی  |
| ۸۶ ک‌گ            | شامیل کودیاماگمدوف | ۱۰ – ۰           | آتسوشی ماتسوموتو |
| ۹۷ ک‌گ            | یوری بلونوفسکی     | ۴ف – ۰           | کوکی یاماموتو    |
| ۱۲۵ ک‌گ           | ارسلانبک علیف      | ۱۰ – ۰           | نوبویوشی آراکیدا |

| اوکراین ۵ - گرجستان ۳ | اوکراین ۵ - گرجستان ۳ | اوکراین ۵ - گرجستان ۳ | اوکراین ۵ - گرجستان ۳ |
| وزن                   | اوکراین               | نتیجه                 | گرجستان               |
| --------------------- | --------------------- | --------------------- | --------------------- |
| ۵۷ ک‌گ                 | سرگی راتوشنی          | ۵ – ۶                 | بکا بوجیاشویلی        |
| ۶۱ ک‌گ                 | واسیل فدوریشین        | ۶ – ۱۳                | بکا لومیتادزه         |
| ۶۵ ک‌گ                 | ایوان پرتیف           | ۰ – ۷                 | زورابی ایاکوبیشویلی   |
| ۷۰ ک‌گ                 | اندری کویاتکوفسکی     | ۹ – ۰م                | جئورجی تسورسکیریدزه   |
| ۷۴ ک‌گ                 | گیا چیخادزه           | ۹ – ۳                 | جئورجی مارساگیشویلی   |
| ۸۶ ک‌گ                 | ابراگیم آلداتوف       | –                     | بدون حریف             |
| ۹۷ ک‌گ                 | پاولو اولینیک         | ۱۱ – ۰                | نودر اگادزه           |
| ۱۲۵ ک‌گ                | آلن زاسایف            | ۱۵ – ۹                | گنو پتریاشویلی        |

| روسیه ۷ - گرجستان ۱ | روسیه ۷ - گرجستان ۱ | روسیه ۷ - گرجستان ۱ | روسیه ۷ - گرجستان ۱ |
| وزن                 | روسیه               | نتیجه               | گرجستان             |
| ------------------- | ------------------- | ------------------- | ------------------- |
| ۵۷ ک‌گ               | فلگونتوف ولادیمیر   | ۱۰ – ۲              | اوتاری گوگاوا       |
| ۶۱ ک‌گ               | الکساندر بوگوموئف   | ۶ – ۲               | بکا لومیتادزه       |
| ۶۵ ک‌گ               | آلیبکادژی امیف      | ۴ – ۲               | زاروب ایاکوبیشویلی  |
| ۷۰ ک‌گ               | ختاگ تسابولوف       | ۱۱ – ۰              | لوان کلخساشویلی     |
| ۷۴ ک‌گ               | آتساماز ساناکویف    | ۵ – ۲               | جئورجی مارساگیشویلی |
| ۸۶ ک‌گ               | شامیل کودیاماگمدوف  | –                   | بدون‌حریف            |
| ۹۷ ک‌گ               | ولادیسلاو بایتسایف  | ۱۰ – ۰              | نودر اگادزه         |
| ۱۲۵ ک‌گ              | آنزور خیزریف        | ۰ – ۱۰              | گنو پتریاشویلی      |

| اوکراین ۵ - مغولستان ۳ | اوکراین ۵ - مغولستان ۳ | اوکراین ۵ - مغولستان ۳ | اوکراین ۵ - مغولستان ۳ |
| وزن                    | اوکراین                | نتیجه                  | مغولستان               |
| ---------------------- | ---------------------- | ---------------------- | ---------------------- |
| ۵۷ ک‌گ                  | سرگی راتوشنی           | ۱۴ – ۴                 | نومین باتبولدین        |
| ۶۱ ک‌گ                  | واسیل فدوریشین         | ۳ – ۶                  | انخسایخانی نیام-اوچیر  |
| ۶۵ ک‌گ                  | ایوان پرتیف            | ۰ – ۷                  | مانداخناران گانزوریگ   |
| ۷۰ ک‌گ                  | اندری کویاتکوفسکی      | ۱۳ – ۸                 | باچولون انخبایار       |
| ۷۴ ک‌گ                  | گیا چیخادزه            | ۶ – ۸                  | اونوربات پروجاو        |
| ۸۶ ک‌گ                  | ابراگیم آلداتوف        | ۱۰ – ۵                 | یوتیومن اورگودول       |
| ۹۷ ک‌گ                  | پاولو اولینیک          | ۷ – ۳                  | خودربولگا دورجخاندین   |
| ۱۲۵ ک‌گ                 | آلن زاسایف             | ۶ – ۱                  | جارگالسایخانی چولونبات |

## مسابقات نهایی
| ایران ۶ - روسیه ۲ | ایران ۶ - روسیه ۲    | ایران ۶ - روسیه ۲ | ایران ۶ - روسیه ۲ |
| وزن               | ایران                | نتیجه             | روسیه             |
| ----------------- | -------------------- | ----------------- | ----------------- |
| ۵۷ ک‌گ             | حسن رحیمی            | ۳ – ۴             | ویکتور لبدف       |
| ۶۱ ک‌گ             | مسعود اسماعیل‌پور     | ۱۲ – ۶            | الکساندر بوگوموئف |
| ۶۵ ک‌گ             | احمد محمدی           | ۱۰ – ۰            | آلیبکادژی امیف    |
| ۷۰ ک‌گ             | مصطفی حسین‌خانی       | ۹ – ۰             | ختاگ تسابولوف     |
| ۷۴ ک‌گ             | عزت‌الله اکبری        | ۰ – ۱۱            | احمد گادژی‌ماگمدوف |
| ۸۶ ک‌گ             | احسان لشگری          | ۲ – ۱             | آنزور اوریشف      |
| ۹۷ ک‌گ             | رضا یزدانی (کشتی‌گیر) | ۱۲ – ۲            | یوری بلونوفسکی    |
| ۱۲۵ ک‌گ            | کمیل قاسمی           | ۳ – ۰             | آنزور خیزریف      |

| ایالات متحده آمریکا ۷ - اوکراین ۱ | ایالات متحده آمریکا ۷ - اوکراین ۱ | ایالات متحده آمریکا ۷ - اوکراین ۱ | ایالات متحده آمریکا ۷ - اوکراین ۱ |
| وزن                               | ایالات متحده آمریکا               | نتیجه                             | اوکراین                           |
| --------------------------------- | --------------------------------- | --------------------------------- | --------------------------------- |
| ۵۷ ک‌گ                             | آنگل اسکوبدو                      | ۱۱ – ۱                            | سرگی راتوشنی                      |
| ۶۱ ک‌گ                             | جیمی کندی                         | ۵ – ۱                             | واسیل فدوریشین                    |
| ۶۵ ک‌گ                             | برنت متکالف                       | ۱۲ – ۲                            | ایوان پرتیف                       |
| ۷۰ ک‌گ                             | نیک مارابل                        | ۳ – ۲                             | اندری کویاتکوفسکی                 |
| ۷۴ ک‌گ                             | جردن باروز                        | ۱۵ – ۴                            | گیا چیخادزه                       |
| ۸۶ ک‌گ                             | کلایتون فوستر                     | ۷ – ۲                             | ابراگیم آلداتوف                   |
| ۹۷ ک‌گ                             | جیمز برگمن                        | ۱ – ۴                             | پاولو اولینیک                     |
| ۱۲۵ ک‌گ                            | ترول دلاگنف                       | –                                 | بدون حریف                         |

| مغولستان ۵ - هند ۳ | مغولستان ۵ - هند ۳     | مغولستان ۵ - هند ۳ | مغولستان ۵ - هند ۳ |
| وزن                | مغولستان               | نتیجه              | هند                |
| ------------------ | ---------------------- | ------------------ | ------------------ |
| ۵۷ ک‌گ              | نومین باتبولدین        | ۰ – ۵ف             | آمیت کومار         |
| ۶۱ ک‌گ              | انخسایخانی نیام-اوچیر  | ۶ – ۵              | بجرانگ کومار       |
| ۶۵ ک‌گ              | مانداخناران گانزوریگ   | ۱۱ – ۰             | راجنش راجنش        |
| ۷۰ ک‌گ              | باچولون انخبایار       | ۱۳ – ۸             | آمیت کومار دهانکار |
| ۷۴ ک‌گ              | اونوربات پروجاو        | ۳ – ۶              | پاروین رانا        |
| ۸۶ ک‌گ              | یوتیومن اورگودول       | ۱۰ – ۰             | پاوان کومار        |
| ۹۷ ک‌گ              | خودربولگا دورجخاندین   | ۱ – ۳              | ساتیوارت کادیان    |
| ۱۲۵ ک‌گ             | جارگالسایخانی چولونبات | –                  | بدون حریف          |

| ترکیه ۶ - ژاپن ۲ | ترکیه ۶ - ژاپن ۲      | ترکیه ۶ - ژاپن ۲ | ترکیه ۶ - ژاپن ۲ |
| وزن              | ترکیه                 | نتیجه            | ژاپن             |
| ---------------- | --------------------- | ---------------- | ---------------- |
| ۵۷ ک‌گ            | نبی اوزون             | –                | بدون‌حریف         |
| ۶۱ ک‌گ            | رجب توپال             | –                | بدون‌حریف         |
| ۶۵ ک‌گ            | صلاح‌الدین کیلیسالایان | ۲ – ۶ف           | دایچی تاکاتانی   |
| ۷۰ ک‌گ            | مصطفی کایا            | ۱۲ – ۲           | کن هوساکا        |
| ۷۴ ک‌گ            | مراد ارتورک           | ۰ – ۱۰           | سوساکه تاکاتانی  |
| ۸۶ ک‌گ            | فاتح اردین            | ۱۳ – ۸           | آتسوشی ماتسوموتو |
| ۹۷ ک‌گ            | علی بون‌کئوغلو         | ۸ – ۲            | کوکی یاماموتو    |
| ۱۲۵ ک‌گ           | حمزه اوزکاردنیز       | ۱۱ – ۵           | نوبویوشی آراکیدا |

| گرجستان ۴.برنده - ارمنستان ۴ | گرجستان ۴.برنده - ارمنستان ۴ | گرجستان ۴.برنده - ارمنستان ۴ | گرجستان ۴.برنده - ارمنستان ۴ |
| وزن                          | گرجستان                      | نتیجه                        | ارمنستان                     |
| ---------------------------- | ---------------------------- | ---------------------------- | ---------------------------- |
| ۵۷ ک‌گ                        | بکا بوجیاشویلی               | ۳ – ۱۳                       | آرتاک هوهانیسیان             |
| ۶۱ ک‌گ                        | بکا لومیتادزه                | ۱۸ – ۱۸                      | وولودیا فرانگولیان           |
| ۶۵ ک‌گ                        | زورابی ایاکوبیشویلی          | –                            | بدون حریف                    |
| ۷۰ ک‌گ                        | لوان کلخساشویلی              | ۸ – ۶م                       | دیوید آپویان                 |
| ۷۴ ک‌گ                        | جئورجی مارساگیشویلی          | ۲ف – ۰                       | واروژان کاجویان              |
| ۸۶ ک‌گ                        | بدون حریف                    | –                            | واهه تامرازیان               |
| ۹۷ ک‌گ                        | نودر اگادزه                  | ۴ – ۵                        | ویکتور کازیشویلی             |
| ۱۲۵ ک‌گ                       | گنو پتریاشویلی               | ۱۱ – ۰                       | آندرانیک گالستیان            |

## جدول رده‌بندی
| تیم                 | بازی | برد | باخت |
| ------------------- | ---- | --- | ---- |
| ایران               | ۵    | ۵   | ۰    |
| روسیه               | ۵    | ۴   | ۱    |
| ایالات متحده آمریکا | ۵    | ۴   | ۱    |
| اوکراین             | ۵    | ۳   | ۲    |
| مغولستان            | ۵    | ۳   | ۲    |
| هند                 | ۵    | ۲   | ۳    |
| ترکیه               | ۵    | ۲   | ۳    |
| ژاپن                | ۵    | ۱   | ۴    |
| گرجستان             | ۵    | ۱   | ۴    |
| ارمنستان            | ۵    | ۰   | ۵    |